# SN 2002Y
SN 2002Y – supernowa odkryta 9 stycznia 2002 roku w galaktyce A084850+4413. W momencie odkrycia miała maksymalną jasność 24,20m.